# Eleonora Skotská
Eleonora Skotská (1433?, Dunfermline – 20. listopadu 1480, Innsbruck) byla rodem skotská princezna, sňatkem rakouská vévodkyně, arcivévodkyně a hraběnka tyrolská pocházející z rodu Stuartovců.

## Původ a mládí
Jejími rodiči byli král Jakub I. Skotský a Johana Beaufortová. Mladí prožila převážně na zámku Linlithgow. Jako čtyřletá přišla o otce. Po smrti matky v roce 1445 odešla se sestrou Johanou do Francie ke dvoru krále Karla VII., kde byla její nejstarší sestra Markéta provdána za dauphina Ludvíka. Odtud přesídlila roku 1449 do Tyrol, za svým mužem Zikmundem Habsburským, za kterého byla o rok dříve v Belmontu u Chinonu provdána per procurationem. Skutečná svatba proběhla v únoru 1449 v Meranu.

## Život v Tyrolsku
V letech 1455–1458 třikrát působila za svého muže jako regentka, přičemž vedla spory s kardinálem Mikulášem Kusánským. V roce 1467 byla regentkou v Předních Rakousích. Od roku 1469 se soustředila na pomoc chudým a církvi.

## Smrt

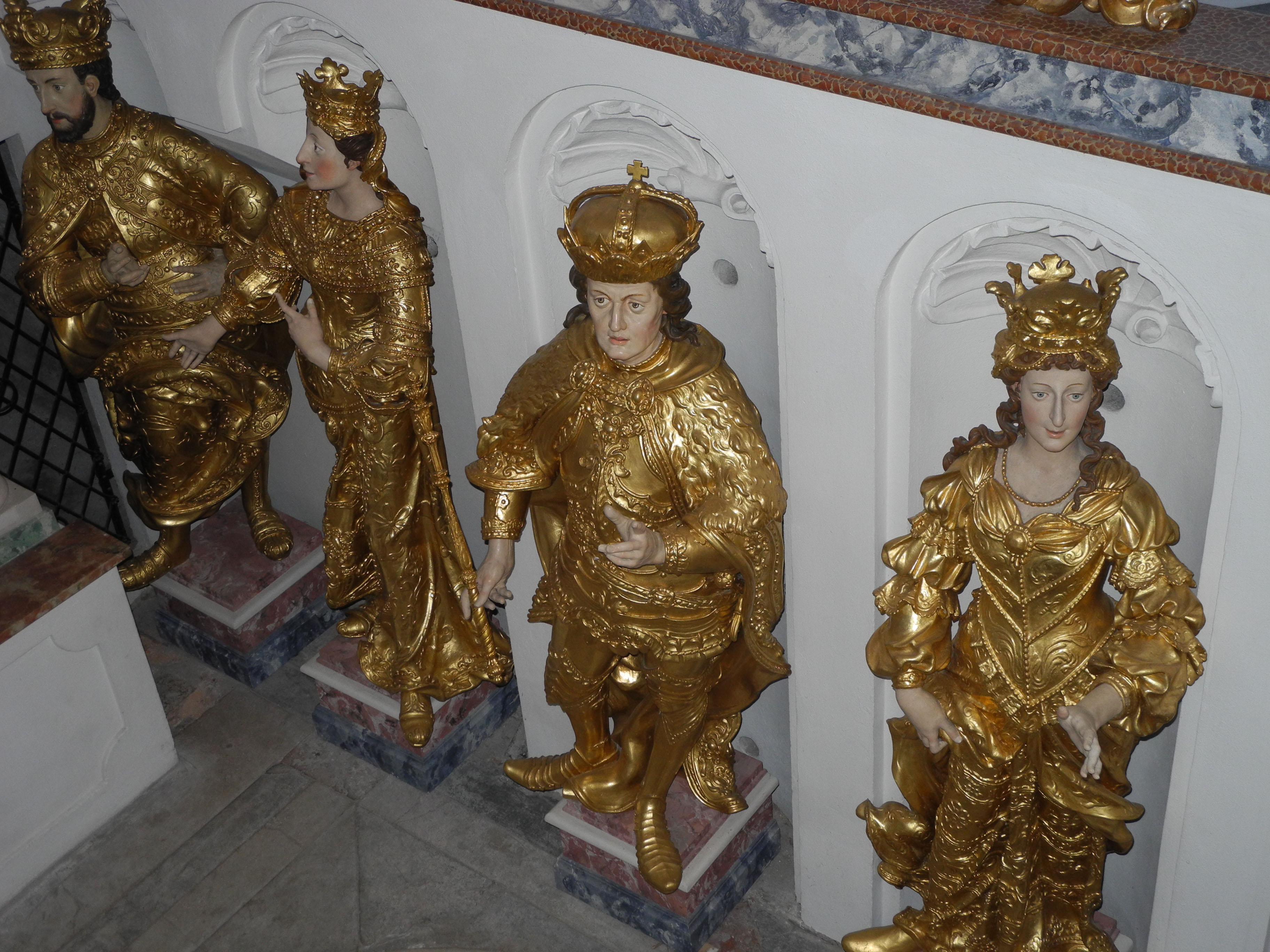
Jižní strana náhrobku v klášteře Stams se sochami Zikmunda a Eleonory (Eleonora zcela vpravo)

Za třicet let Eleonora neporodila svému manželovi potomka. Své jediné dítě počala a donosila téměř až na prahu stáří, po třiceti letech manželství, ve svých 47 letech. Zemřela těsně po porodu syna Wolfganga 20. listopadu roku 1480. Pohřbena byla v tyrolském klášteře Stams, kde ji připomíná jedna ze soch na tzv. "Rakouském hrobě" (Österreichisches Grab), mohutném náhrobku tyrolských knížat.
Zikmund se po její smrti oženil s Kateřinou Saskou, která zemřela také bez potomků.